# みる
みるは、日本の女性声優。主にアダルトゲームに声をあてている。

## 人物
名前の由来は、コント番組『笑う犬の生活 -YARANEVA!!-』の「ミル姉さん」からとられた。
年下のキャラクターや妹などのロリータ系の声を担当することが多いが『プリミティブリンク』の「泉雨音」役を担当してからはお姉さん系の声を担当することも増えてきている。十八番は「邪悪ロリ」などの性格が歪んだロリキャラであると語っている。
『アキハバラ発!ぷらてぃあ放送局』第12回ゲスト出演時に「気に入っているキャラは?」という質問に、自分が声をあてるキャラにしては珍しく強くてカッコイイ系の女の子ということで『SEVEN BRIDGE』の「ジェーン・ドゥ」を挙げている。また、『そらのいろ、みずのいろ』の「空山菜摘芽」は台詞の多さ（9000ワード）で記憶に残っており、収録期間中に夢に見るほどだったと語っている。
ゲームでの共演も多いことから風音とは仲が良く『ほめられてのびるらじおPP』にゲスト呼ばれた時も、とても砕けてトークを繰り広げていた。

### 趣味・嗜好
- 自身の短所を「忘れっぽい」と述べており[2]、それもあって「今やれ直ぐやれ」を信条としている。好きな食べ物は紅生姜[2]、嫌いな食べ物はないとのこと[2]。趣味の一つにゲームを挙げており、『モンスターハンター』がお気に入りで、読書も江戸川乱歩作品は好きでよく読んでいたと言う。
- これだけは止められないというほどにお酒が好きで（日本酒を除く）、飯田空とパーソナリティを務めたWEBラジオ『みるとくうののほほんWeb遊記』でも酒を飲むためのコーナーが設けられた。更に同ラジオ収録後には、ほぼ毎回お疲れ反省会として飲み会が催されていた[3]。番組終了後もプライベートで交流が続いており、飲み友達になっている。ちなみに、同番組出演時に「今のところ結婚願望は無い」と語っていた。
- 『天神乱漫! オーラの滝! 〜まいなすイオンがでてますよ〜』の番組内の罰ゲームで食べさせられた激辛まんじゅうに気が付かないほど、辛味に耐性を持つ激辛党である[4]。身長が低いため、足が地面に着かないことがあるので洋式トイレは苦手であったことも告白している[5]。
- 原付マニアであり、『オーラの滝!』でも「何時間乗っても大丈夫」と発言している。また、ミニバイク好きでもある。しかし、2011年夏に『島と海と☆こいそらじお〜はっぴーはーと〜』（秋葉原電気外祭りにて販売したグッズセットのCD）に出演した際、自転車を利用していると語っていた。理由は「環境のことを考えて」とのこと。また、その際にリスナーの無茶振りで、同番組のパーソナリティの月城真菜に自転車の名前を考えさせた（命名・ジョセフィーヌ）。

## 出演
太字はメインキャラクター。

### アダルトゲーム
1999年
- 悪っ外伝 〜悪夢のラッシュアワー〜（早川 優梨）

2000年
- 青の扉 白の鍵（志波 なつき）
- るな・シーズン 〜150分の1の恋人〜（津幡 かなみ）
- 俺の巫女さん（闇討 雛子）

2001年
- 闇の声（K）
- 盛夏の杜（宮下 恵）
- ぶっかけ天使シルキー&ミルキー（風間 愛）
- 復讐〜凌辱の刃〜（石黒 晶）
- ももこちゃんforMeR〜ふたりだけの診察室（九条 さより）
- Railway 〜ここにある夢〜（野本 月美）
- けもの学園（如月 紺）
- Sacrifice〜制服狩り〜（芙蓉 千夏）

2002年
- 闇の声II（K、太刀川 桂）
- うそ×モテ 〜うそんこモテモテーション〜（五代 きくこ）
- 人形の館〜淫夢に抱かれたメイドたち〜（和泉 紫苑）
- 神愛 〜Shin ai〜（リリィ、春日 悠理）
- 恥辱のカンケイ〜淫行教師〜（都嶋 さゆり）
- メイド イン ドリーム（花梨）
- ももこちゃんforMeR〜指輪にこめた想い〜（九条 さより）
- 密
- メンアットワーク!3 〜ハンター達の青春〜（リサ・エアハート）
- 海の女神 空の女神（津多 のぞか）

2003年
- 落ち葉の舞う頃（ハルカ＝リヒテンバイン）
- カラフルキッス 〜12コの胸キュン!〜（三島 輝）
- オイラは番台 〜平作&健太の夢物語〜（如月 実由）
- 最終痴漢電車2（片瀬 麻穂）
- た･べ･ご･ろ〜ひとつ屋根の下で〜（沢村 菜乃）
- 天使のいない12月（木田 恵美梨）
- 夏恋 〜karen〜（神凪 悠）
- 巫女みこナース（東条院 遙）
- めぐり、ひとひら。（麻生 こま）
- ONE 〜輝く季節へ〜 Full Voice Ver.（里村 茜）
- 闇の声III 〜五芒三欲魔方陣〜（三田村静香、ちびK）
- 私立アキハバラ学園（里中 なみ）
- 魔法天使ミサキ（習志野 沙羅）
- 教習所のおねえさん（黒田 冴、緑山 千尋[6]）
- いたずらBBQ 〜剥きたてラクロスっ娘喰い放題〜（螺河 まりも）
- Libido7 DVD（安達 梨花）
- 闇の声 特別編（K）
- チェリーボーイにくびったけ（早坂 彩乃）
- あいちゃんforMeR〜アイと隷従のメイド〜（宮園 藍）
- クリオネの気持ち-おしえて、先生 おさな妻-（結城 美穂）
- 恥辱のカンケイ2（都嶋 さゆり）
- 蟲使い（綾菜）
- 十六夜の花嫁（柘植 彩美）
- イシカとホノリ（ハバキ）
- 藍色狂詩曲〜Deep Blue Rhapsody〜（夕奈）
- 同人誌即売会をやろう!（多岐川 翔）[7]
- V.G.NEO（岡本 歩美）

2004年
- 悪注入 -君に捧げる悪意の魂-（ミリオム）
- IZUMO2（サクヤ）
- 瀬里奈（周防 雪奈）
- そらのいろ、みずのいろ（空山 菜摘芽）
- 何処へ行くの、あの日（神崎 千尋）
- 乳感ナースっ!（松本 亜矢）
- Forest（九月 周）
- OL狩り〜濡れたオフィス〜（風間 恭子）
- 凌姫〜淫らに響く輪舞曲〜（メル）
- フェチ 表の記憶（高坂 祐実）
- フェチ 裏の記憶（高坂 祐実）
- カミ☆たま-神様のたまご-（御代牛 琉羽、未来）
- MOEラブ〜なついろ萌黄寮〜（小桜 一姫）
- かくれエッチ（三条 めぐみ）
- 蒼色輪廻（山田 仁奈、ジオット・アスモデウス41世）
- 凌辱荘（安達 香穂）
- ウェイトレスパラダイス〜Stay with me〜（藤代 陽香）
- 巫女さん細腕繁盛記（沙羅）
- have relations with… -真帆と片帆-（片帆）
- 体育倉庫〜少女達の散華〜（三園 御子）
- ぷにぷに☆はんどメイド（ガン子、ちびモコ、ちう、まぐ美、みさき、ミュー子、忍者メイドC、富士子、キィ、ふわり）
- おねパパ 〜Onegai PaPa!〜（長澤 伊智子）
- Virgin Snow 雪降る丘であなたと（瑞希 奈留美）
- 生贄令嬢（本条 輝梨）
- 隷嬢学園 〜煉獄の学舎〜（鮎川 優奈）
- 天空のシンフォニア（ミルフィ）
- 痴漢は犯罪!（井川 馨）
- フレンズ 〜Child Fruit〜（沙弥香）

2005年
- いただきじゃんがりあんR（林檎姫）
- 仰せのままに★ご主人様!（白木 藍理）
- 塵骸魔京（九門 恵）
- SEVEN-BRIDGE（ジェーン・ドゥ）
- 女系家族 〜淫謀〜（河西 えみり）
- D-spray 媚薬でモテモテ 課長代理補佐（子安 愛）
- 背徳の学園 〜闇に捧げられた乙女たち〜（篠原 ほのか）
- ぱすてるチャイムContinue（ルーシー・ミンシアード）
- はぴねす!（式守 伊吹）
- プリンセス小夜曲（リーナ）
- 魔女っ娘ア・ラ・モードII 〜光と闇のエトランゼ〜（ミント・レンティル）
- 闇の声異聞録（K）
- 接待倶楽部（原 澄夏、小野 美貴）
- 人形の館〜淫夢に抱かれたメイドたち〜 DVDPGEdition（和泉 紫苑）
- ドキドキしすたぁパラダイス2（野原 桜）
- Virgin Snow 裏 雪降る丘であなたと（瑞希 奈留美）
- MERI+DIA〜マリアディアナ〜（鳳 美鳳）
- 想い出坂R（津嶋 美加）
- おにいちゃんと、ふたごと、妹と。A Brother and two little sisters.（柚姫）
- 弥生☆プライベートレッスン（深水 弥生）
- 輪奸病棟「やめて…先生、診ないで!」（平瀬 春菜）
- 甘恋天使 〜すいーとすいーとえんじぇる〜（天崎 美晴）
- フェチ3 表の記憶（宗我部 遠子）
- フェチ3 裏の記憶（宗我部 遠子）
- 色紙 〜シキガミ〜（高倉 千尋）
- ぎゃくたま2（碧）
- 柊坂の旧館R（野々村 美咲）
- なつ☆なつ（良月 琴里）
- ぱすちゃC++（ルーシー・ミンシアード）
- GALZOOアイランド

2006年
- いな☆こい! 〜お稲荷さまとモテモテのたたり〜（春日 更紗）
- 艶劇倶楽部 -汚れたカーテンコール-（野際 翔子）
- angel breath（ガブリエル）
- おキツネSummer 〜夏合宿・女の子付き〜（キツネ）
- かいわれっ!（百合川 真冬）
- きすみみ!! 〜Kiss! Me! Me!〜（牧場 汐）
- ゴア・スクリーミング・ショウ（ユカ）
- StarTRain（夢原 飛鳥）
- D-spray2 媚薬でモテモテ 課長代理 湯けむり旅情編（子安 愛）
- どうして?いじってプリンセス Final Road 〜もう!またこんなところで3〜（イングリット）
- Triptych（ミウ）
- はぴねす!りらっくす（式守 伊吹）
- BALDR BULLET "REVELLION"（レベッカ・プルシェンコ）
- ふぁみ☆すぴ!! 〜FamiliarSpirits!!〜（葦野 スセリ）
- ぶらばん! -The bonds of melody-（御影 須美）
- メンアットワーク!4 ハンター達よ永遠に-（リィナ＝クライトン）
- もしも明日が晴れならば（野乃崎 つばさ）
- 夢見師（森田 奈緒）
- よつのは（雪　亜凜沙）
- わんことくらそう（睦月 かな）
- Fifth 〜Eternal Collection Box〜（マナ）
- かみさまの宿っ!（高原 翔子）
- ひ・み・つ・の放課後2〜コーチと教え子のアブナイ同棲生活〜（富岡 優菜）
- 黄泉ビト知ラズ 〜甘い雌蕊の性徴誌（エルネスティーネ）
- IZUMO2 -学園狂想曲-（サクヤ）
- TACTICSBRID（光明寺 埜々花）
- 七彩かなた –夏休みドキドキラブバカンス大冒険（菫姫）
- ヤミノカナタ（一条 詩織）
- ボインにかけろ!（姫乃 百合）
- ぶり〜ど! Breed-Island（マイ）
- 天空のシンフォニア2（ミルフィ）
- よつのは DVD-ROM版（雪 亜凛沙）
- 三坂物語（津嶋 美加）
- あおぞらマジカ!!（コルネリア）
- Erica（桜庭 ゆめ）
- Erica 先行版（桜庭 ゆめ）

2007年
- 見上げた空に落ちていく（羽二生 真央）
- あかね色に染まる坂（白石 なごみ）
- ALICE♥ぱれーど 〜二人のアリスと不思議の乙女たち〜（ファニー）
- E×E（籠 夏希）
- えむぴぃ（琴瀬 こよみ）
- 艶女医（エンジョイ） 〜2人のエッチな女医とエロエロ研修体験〜（芽生 双葉）
- 片恋いの月（佐藤 鈴季/吉野 千絵）
- GUN-KATANA（銃刀） ―Non-Human-Killer―（アネス）
- きみはぐ（芹沢 マドカ）
- Xross Scramble（レベッカ・プルシェンコ）
- Clover Point（小鳥遊 夜々）
- 恋姫†無双 〜ドキッ☆乙女だらけの三国志演義〜（荀彧）
- 最果てのイマ フルボイス版（紅緒 あずさ）
- 人工少女3（U型）
- チアフル!（秋野 もみじ）
- で・る・た 〜おねだり天使とひとつ屋根の下〜（セレス）
- 桃華月憚（胡蝶三姉妹）
- 長靴をはいたデコ（御樋代 そあら）
- プリミティブリンク（泉 雨音）
- みらい 入店〜クラブ・ロマンスへようこそ〜（木村 みらい）[8]
- やくchu! 〜ただいま媚薬開発中〜（香川 蒔）
- らぶデス2 〜Realtime Lovers〜（潮崎 みなも）
- ロンド・リーフレット（ナー）
- Kissy Kissy 〜わたしのたまご〜（谷川 悠）
- Pretty Devilミリオムといっしょ -悪注入アフター-（ミリオム）
- Pretty Devilミリオム 君に捧げる悪意の魂 -悪注入完全版-（ミリオム）
- 夢見師（森田 奈緒）
- いな☆こい! ファンディスク（春日 更沙）
- もも×もみ 〜私、癒しちゃいます〜（須藤 絵里子）
- ねえ、姉?どーする!?（みな）
- L.O.V.E. 〜告白〜（大川 美奈）
- 恋夏〜れんげ〜（阿南 鈴李）
- 絶対幸せ宣言っ!（安傘 春香）
- あねトレっ! 〜お姉ちゃんとHなトレーニング〜（蓮峰 奈々美）
- エクスヴァイン（スレイヤ、ウミ）
- 人妻搾乳百貨店（一ノ宮 未優）
- おなトレっ! 〜同い年とHなトレーニング〜（蓮峰 奈々美）

2008年
- 真・恋姫†無双 〜乙女繚乱☆三国志演義〜（荀彧）
- あいれぼ 〜IDOL☆REVOLUTION〜（桜井 桃花）
- それは舞い散る桜のように 完全版（芹沢 かぐら）
- 天ツ風 〜傀儡陣風帖〜（九鬼 朱火）
- 11eyes -罪と罰と贖いの少女-（広原 雪子）
- ENGAGE LINKS（ティア＝バルドー、ブリジット＝バルドー）
- コンチェルトノート（東条 白雪）
- ステルラ エクエス 〜贖罪の姫騎士〜（児珠 十六夜）
- 超昂閃忍ハルカ（ルリー）
- 夏神（高里 七瀬）
- 夏空カナタ（七条 沙々羅）
- 春色桜瀬（沖田 綾乃）
- ぴこぴこ 〜恋する気持の眠る場所〜（有川 蓮）
- Before Dawn Daybreak 〜深淵の歌姫〜（レオノーラ）
- BIFRONTE 〜公界島奇譚〜（榎近 菜緒）
- ファンタジカル（ダイナ）
- プリマ☆ステラ（東方院 静歌）
- ミンナノウタ（鵠沼 綾音）
- やみツキ! (霧島 耶絵)
- ユニティマリアージュ〜ふたりの花嫁〜（水奈月 柚乃）
- らぶデス3 〜Realtime Lovers〜（潮崎 みなも）
- びんかんアスリート「そ、そこダメっ!　……おしお噴いちゃう!」（八木沼 靜）
- 闇の声ZERO（K、漁村の青年）
- エターナル・キングダム〜滅びの魔女と伝説の剣〜（フィリア）
- 晴れハレハーレム（南沢 優子）
- 冷徹冷静しかしてXXX!!（結乃 ヴァイス プリンツェシン）[9]
- すいっチ!!〜ボクがナツに想うこと〜（月森 翠）
- 敏感♥えっち! 〜二人のおやつは特濃ミルク〜（海野 さくら）
- オトメクライシス（レベッカ・プルシエンコ）
- メトラセ 〜ドキらぶ☆新婚委員会〜（水引 かなえ）
- マジカライド（香織）
- AliveZ（リコリス）
- 片恋いの月 えくすとら（佐藤 鈴季、吉野 千絵）
- オト☆プリ 〜恋せよ!乙女王子様♪ドキドキウェディングベル〜（大山 瑠偉）[10]
- 永遠の終わりに（篠村 桃）

2009年
- 天神乱漫 -LUCKY or UNLUCKY!?-（木賊 朋花）
- アンバークォーツ（水那倉 智、トモ）
- 才気煥発才色兼備の君たちへ （天野 まみる）
- ツンな彼女 デレな彼女 （紫藤 遥）
- マジスキ 〜Marginal Skip〜（リッタ）
- 祝福のカンパネラ（ミリアム）
- 夏色ストレート!（有馬 かぐや）
- 聖剣のフェアリース（春日井 春菜）
- DEVILS DEVEL CONCEPT（美波 睦月）
- 真説 猟奇の檻 第2章（宮下 たまみ）
- ヘリオトロープ－それは死に至る神の愛－ （アイリス・ラーゲルゲーヴ）
- メモリア （アリサ＝クラウス）
- ステルラエクエスコーデックス（児珠 十六夜）
- ましろ色シンフォニー -Love is pure white-（アンジェリーナ・菜夏・シーウェル）
- 77 〜And, two stars meet again〜（モコ）
- マジカルウィッチコンチェルト（フランチェスカ　アークライト） P.S 未確認
- 幼なじみは大統領 My girlfriend is the PRESIDENT.（ヱゼキエル）
- だっこしてぎゅっ! 〜オレの嫁は抱き枕〜（枕子）
- クレナイノツキ（天野 心亜）
- トロピカルKISS（葵 祭）
- とらぶる@ヴァンパイア! 〜あの娘は俺のご主人さま〜（近藤 美奈子）
- 嘘デレ!（凡河内光奈）
- きっと、澄みわたる朝色よりも（彼女）
- 僕だけの保健室（藍田 郁実）
- メカミミ（剣ヶ峰 珊瑚）
- マイくろ 〜オレがワタシでボクがアタシで〜（百合川 真冬）
- PrettyDevilパラダイス 〜ミリオム魔界奪還指令（ミリオム）
- ひだまりバスケット（百地 睦花）

2010年
- se・きらら（秋山 望美）
- あまあね（今里 真）
- 置き場がない!（シャノン）
- うたてめぐり（憐音／野狐）
- こんそめ!〜combination somebody〜（双葉 紺乃）
- ななプリ。（ティア）
- 涼風のメルト -Where wishes are drawn to each other-（楸木原 羽衣）
- すてぃ〜るMyはぁと（シャルロット＝ブランシュ）
- のーぶる☆わーくす（安綱 蛍）
- Orange Memories（華薪 萌衣）
- さくらビットマップ（室戸 鼎）
- なないろ航路（弁財天 縁）
- 恋神 -ラブカミ-（米望　ひなた）
- 桜花センゴク〜信長ちゃんの恋して野望!?〜 （伊達 政宗ちゃん）
- Sacred † Vampire（遊佐 星来）
- よう∽ガク〜妖学園の未来は会長次第!?〜（猫宮 彩葉）[11]
- 恋色空模様（榊）
- RGH〜恋とヒーローと学園と〜（寧々宮 ここ）[12]
- 天の光は恋の星（羽衣 桃花）[13]
- 色に出でにけり わが恋は（楓 柚菜）
- FATA・ANE 〜ふたあね〜 bitter&sweet（江口 茜）
- カスタードクリームたい焼き（霧島 かなえ）
- 真・恋姫†無双 〜萌将伝〜（荀彧）
- 幼なじみは大統領 My girlfriend is the PRESIDENT. ファンディスク（ヱゼキエル）
- ふぇいばりっとSweet!（夏山 真希奈）
- 祝祭のカンパネラ! -la campanella di festività-（ミリアム・ローランド）

2011年
- BLOODY†RONDO（二階堂 凛子）
- AQUA（月代 奈々瑠）
- Marguerite Sphere（此花 茉莉）
- ひなたテラス 〜We don't abandon you.〜（梶原 雛）
- 11eyes -Resona Forma-（広原 雪子）
- 君を仰ぎ乙女は姫に（星河 舞輝）
- カミカゼ☆エクスプローラー!（宇佐美 沙織）[14]
- ダイヤミック・デイズ（姫野川 コトラ）
- めちゃ婚!（佐渡咲）
- 妹恋〜しすこい〜（如月 穂花）
- とらバ!（山下 朱莉）
- すきま桜とうその都会（春日井 咲良）
- オトミミ∞インフィニティー（草原 羽根美）[15]
- どうして抱いてくれないのっ!? 〜女の子だってヤりたいの!〜（白樺 靖子）[16]
- やや置き場がない!（シャノン）[17]
- 舞風のメルト- Where leads to feeling destination -（楸木原 羽衣）
- あまあねアフター（今里 真）[18]
- あっぱれ!天下御免（八坂 平和）[19]
- 恋色空模様 after happiness and extra hearts（榊）

2012年
- かみのゆ（神品 あや乃）[20]
- プリズマティックプリンセス☆ユニゾンスターズ（ファニー[21]、水奈月 柚乃[22]）
- Princess-Style（一宮 菖蒲）[23]
- 英雄*戦姫（ドレイク）[24]
- 終わる世界とバースデイ（千ヶ崎 入莉）[25]
- 恋剣乙女（石橋 美佐）
- あっぱれ!天下御免［祭］（八坂 平和）[26]
- あなたの事を好きと言わせて（美月 汐音）[27]
- ヒメゴト・マスカレイド 〜お嬢様たちの戯れ〜（瀬古 智里）[28]
- 黄昏の先にのぽる明日 -あっぷりけFanDisc-（羽二生 真央[29]、東条 白雪[30]）
- ガンナイトガール（七海 恋歌）

2013年
- 輝光翼戦記 銀の刻のコロナFD（フィー）[31]
- お嬢様はご機嫌ナナメ（赤城 凉子）[32]
- 双子座のパラドクス（千ヶ崎 真莉）[33]
- ノスフェラトゥのオモチャ☆彡（メロディ・フォーク）[34]
- ナマイキデレーション（夏島 みさき）[35]
- なつくもゆるる（鹿島 ユウリ）[36]

2014年
- 恋する夏のラストリゾート（賀来 小波）
- 恋する姉妹の六重奏（美浜 紗香）
- イノセントガール（天衣 いちご）
- ひとなつの 〜ノスタルジック青春ADV〜（小野寺 海雪）[37]
- ひまわり!! -あなただけを見つめてる-（三日月 天満）[38]
- ヤキモチストリーム（浅間 花梨）[39]
- いれかわ お姉ちゃん、ぼくの身体でオナニーしちゃうの！？（瀬川 絵里子）[40]

2015年
- ウルスラグナ〜征戦のデュエリスト〜（蒼乃 史帆）[41]
- 真・恋姫†英雄譚 1 〜乙女艶乱☆三国志演義［蜀］〜（荀彧）[42]
- スクイの小夜曲（神浦 小夜）[43]
- 恋する姉妹の六重奏 PLUS（美浜 紗香）[44]
- 剣聖機 アルファライド（セレネ）[45]
- アンラッキーリバース Unlucky Re:Birth/Reverse（アイリーン・ニルヴァーナ）[46]
- 花嫁ふたりは淫魔と天使。（アルマ）[47]

2016年
- あけいろ怪奇譚（原田 望）
- 真・恋姫†英雄譚 123＋PLUS ～乙女艶乱☆三国志演義～（荀彧）

2017年
- あなたに恋する恋愛ルセット（白咲 美絵瑠）[48]
- 真・恋姫†夢想-革命- 蒼天の覇王~（荀彧）
- うちの一途な妻にかぎって… ～自宅内ネトラレを見せつけられる夫～（尾原 奈々緒）
- 催眠学園2年生（星野 灯）
- ヤミと祝祭のサンクチュアリ（エリス・ルティエンス）

2018年
- 催眠学園1年生（星野 灯）
- 真・恋姫†夢想 -革命- 孫呉の血脈（荀 彧）
- 緋奈沢智花の絶対女王政（蔦 朱音）
- これからアナタを奪うから!!! -ユウワク・ソウダツ・シスターズ-（如月 みたま）
- えろぼいす! Hなボイスでいちゃラブサクセス♪（森永 精華）

2019年
- 夢と色でできている（学園長）
- 真・恋姫†夢想 -革命- 劉旗の大望（荀彧）
- カオスドミナス（アンフィニ）
- 健全!変態公僕のツトメ（下堤 凛）
- 巣作りカリンちゃん（ケイファ）

2020年
- 催眠逆襲 ～どうぞ私たちを好きにしてください～（財善寺 凛）

2021年
- エロトラップダンジョン ～女冒険者たちは徹底的に攻略されました～（アミシア）
- 魔法少女消耗戦線 DeadΩAegis（リゼット・オージュロー）
- 下戸勇者 ～酒は飲まねど酒池肉林!～（ちび魔女）
- 悠久のカンパネラ（ミリアムさん）
- 魔王城Re：ビルド！（ニヴェオール）

2022年
- 真・恋姫†英雄譚4 〜乙女耀乱☆三国志演義［呉］〜（荀彧[49]）
- 放課後シンデレラ2（天ノ川 ミルキィ）
- 搾精病棟〜邪悪なるお局ナースが潜む病院で調教生活〜（テンドウ[50]）
- 搾精病棟〜凶悪なる看護師長が支配する病院の深淵へ潜入捜査〜（テンドウ ミア[51]）

2023年
- ましろ色シンフォニー -Love is pure white- Remake for FHD（アンジェリーナ・菜夏・シーウェル[52]）
- ましろ色シンフォニー SANA EDITION（アンジェリーナ・菜夏・シーウェル[53]）
- 真・恋姫†英雄譚5 ～乙女耀乱☆三国志演義［魏］～（荀彧）
- 真・恋姫†英雄譚外伝 -白月の灯火-（荀彧）

### オンラインゲーム
- 桃色大戦ぱいろん（ミント・レンティル）
- 星のガールズオデッセイ（ゼウス）
- 超昂大戦 エスカレーションヒロインズ（ユーノ[54]）
- 救世少女メシアガール おかわり (サラシナ)

### OVA
- 女系家族〜淫謀〜（有宮 詩苑）
- 蒼い告白（岡村 里穂）
- きみはぐ（芹沢まどか）
- 紅蓮 シリーズ（遥）
  - 紅蓮 第一幕 鬼
  - 紅蓮 第二幕 闇
  - 紅蓮 第三幕 炎
- STAR☆jewel（ジルコン[55]）
- そらのいろ、みずのいろ（空山 菜摘芽）
- 姉、ちゃんとしようよっ!（柊 海 ※第3巻より）
- 凌辱人妻温泉
- ストリンジェンド 〜エンジェルたちのプライベートレッスン〜 MY BLOW JOBER（宮沢）
- トロピカルKISS♡ 〜キュンっ♡となった花火はキレイでしょ？編（葵 祭）[56]
- After...[57]
- 催眠性指導（野崎悠）

### コンシューマー
- 何処へ行くの、あの日 光る明日へ…（2005年、神崎千尋）
- IZUMO2 猛き剣の閃記（2006年、サクヤ）
  - IZUMO2 -学園狂想曲- ダブルタクト（2008年、サクヤ）
- F.E.A.R

### ドラマCD
- ふたりのジャンヌ コアマガジン G-typeドラマCD（ローズ）
- 私立アキハバラ学園 Original Drama [おんなのこのヒミツ]（2003年、里中なみ）
- もしも明日が晴れならば（2006年、野乃崎つばさ）
- ヴぁるきりー（2007年、なぎさ）

## ラジオ
※はインターネット配信。
- まじ☆ラジ（2005年、音泉※）
- みるとくうののほほんWeb遊記（studio774内※）
- 天神乱漫! オーラの滝! 〜まいなすイオンがでてますよ〜（2009年、音泉※）
- みる&やも 虹ノ瀬放送局（2009年、Galge.com※）
- 「置き場がない！」ラジオ！予算がないラジヲ。〜略してよ・さ・ら・じ♪〜（2010年、AKABEiSOFT2※）
- ラジオ「真・恋姫†夢想-革命- 蒼天の覇王」（2017年、音泉※）

## ディスコグラフィ

### キャラクターソング
| 発売日        | 商品名                                                      | 歌               | 楽曲                 | 備考                                          |
| ------------- | ----------------------------------------------------------- | ---------------- | -------------------- | --------------------------------------------- |
| 2001年        |                                                             | みる             | 「卒業」             | PCゲーム『盛夏の杜』主題歌                    |
| 2007年9月27日 | LOVABLE COLORS                                              | 泉雨音（みる）   | 「大切なあなたへ……」 | PCゲーム『プリミティブリンク』関連曲          |
| 2008年8月22日 | 「11eyes -罪と罰と贖いの少女-」キャラクターソング3 広原雪子 | 広原雪子（みる） | 「Sweet my Lover」   | PCゲーム『11eyes -罪と罰と贖いの少女-』関連曲 |

## コラム
- 「みるの足跡」（PUSH!! 2010年2月号〜2013年9月号）